# Guillaume Lekeu
Guillaume Lekeu (20. ledna 1870, Verviers, Belgie – 21. ledna 1894, Angers, Francie) byl belgický hudební skladatel.

## Životopis
Ve věku devíti let se s rodiči přestěhoval do Poitiers, kde roku 1888 dokončil studium na lyceu. Poté na pařížské univerzitě studoval filozofii. Po dokončení se začal plně věnovat hudbě. Jeho učiteli byli Gaston Vallin, César Franck a Vincent d'Indy. V roce 1891 se účastnil belgické Prix de Rome, kde získal druhé místo. Poslední tři roky se věnoval intenzivnímu komponování. Zemřel ve věku 24 let na tyfovou horečku. O pár měsíců později jeho přátelé uspořádali v Paříži koncert, na kterém byla uvedena některá jeho díla.

## Dílo (výběr)
- Two études symphoniques
- Adagio pro kvartet a orchestr
- Poème pro housle a orchestr
- Andromède